# Amphorophora rubi
Amphorophora rubi är en insektsart som först beskrevs av Johann Heinrich Kaltenbach 1843.  Amphorophora rubi ingår i släktet Amphorophora och familjen långrörsbladlöss. Arten är reproducerande i Sverige. Inga underarter finns listade i Catalogue of Life.